# Marc-Antoine et Cléopâtre
 (juillet 2025).
Pour les articles homonymes, voir Antoine et Cléopâtre (homonymie).
Pour plus de détails, voir Fiche technique et Distribution.
Marc-Antoine et Cléopâtre (titre original : Marcantonio e Cleopatra) est un film muet réalisé par Enrico Guazzoni en 1913. Il s'agit d'une transposition de la pièce de théâtre Antoine et Cléopâtre de William Shakespeare qui s'inspire aussi des Vies parallèles de Plutarque et d'un texte de Pietro Cossa.
Le film a été tourné à Rome. Il est long de 2 000 mètres et est divisé en 6 parties. 

## Synopsis
Après la mort de César, le contrôle des provinces africaines établies sur les ruines de Carthage est confié à son neveu Marc Antoine, tandis qu'à Octave échoit tout le domaine de la République romaine. Entre eux naît une âpre rivalité, même s'ils ont été par le passé unis dans un triumvirat à Lépide. Octave est ainsi contraint de livrer bataille dans le royaume d'Égypte alors gouverné par la belle et séduisante reine Cléopâtre, dont Antoine tombera éperdument amoureux.
Le film passe en revue les moments décisifs de la guerre en Égypte, les moments d'amour passionné entre Antoine et Cléopâtre et enfin l'issue de la bataille d'Actium de 31 av. J.-C. dans laquelle Octave emporte une victoire écrasante sur les Égyptiens et les partisans d'Antonio qui est contraint de se suicider avec son amante.

## Fiche technique
- Titre original : Marcantonio e Cleopatra
- Titre français : Marc-Antoine et Cléopâtre
- Réalisation : Enrico Guazzoni
- Scénario : scénariste, d'après Antoine et Cléopâtre de William Shakespeare, les Vies parallèles de Plutarque et Cléopâtre de  Pietro Cossa
- Décors : sous la direction de Enrico Guazzoni
- Costumes : sous la direction de Enrico Guazzoni
- Photographie : Alessandro Bona
- Société(s) de production : Cines
- Pays d’origine :  Royaume d'Italie
- Format : noir et blanc - muet
- Genre : drame historique
- Durée : environ 75 minutes, 2 000 mètres
- Dates de sortie : 1913

## Distribution
- Gianna Terribili-Gonzales : Cléopâtre
- Amleto Novelli : Marc Antoine
- Ignazio Lupi : Octave
- Matilde Di Marzio
- Elsa Lenard
- Ida Carloni Talli
- Giuseppe Piemontese
- Ruffo Geri
- Bruto Castellani